# 卡洛琳·希瑞斯
卡洛琳·玛丽·希瑞斯，CBE FRS（1951年3月24日—），英國數學家，研究領域為雙曲幾何、克萊因群以及動力系統。

## 生平
卡洛琳·希瑞斯高中就讀於牛津女子高中，1969年入牛津大學薩默維爾學院，1972年取得數學學士學位，並獲頒大學數學獎(university Mathematical Prize)。隨後她取得甘迺迪學人獎學金，前往美國哈佛大學就讀數學博士班。1976年時，在George Mackey指導下，以Ergodic action of product groups(乘積群上的遍歷作用)論文取得博士學位。

## 職業
1976–77年間，卡洛琳·希瑞斯在加州大學柏克萊分校擔任講師。1977–78年間，在劍橋大學紐納姆學院擔任研究員。自1978年起任教於華威大學，初為講師(lecturer)，1987年升任資深講師(reader)，1992年升任教授(professor)。1999至2004年間，擔任華威大學「工程與物質科學研究諮議會EPSRC(Engineering and Physical Sciences Research Council)」資深研究員。
1970年代，希瑞斯在連分數的幾何與二維雙曲幾何(富克斯群的效應)中發現關於動力系統中Rufus Bowen理論的詮釋。之後，她開始投身於研究三維雙曲空間中的相似幾何胚騰(含碎形)，旁涉克萊因四元群以及對稱群。希瑞斯與戴維·芒福德以及David Wright合作，費十年功夫，發展並利用電腦圖學，最終完成了一本書。希瑞斯的研究夥伴還有Linda Keen及Joan Birman。

### 著述
- with David Mumford and David Wright: Indra's Pearls. Cambridge University Press 2002.
- The geometry of Markoff Numbers. Mathematical Intelligencer Vol. 7, 1985, pp. 24–31.
- Noneuclidean Geometry, Continued Fractions and Ergodic Theory. Mathematical Intelligencer, Vol. 4, 1982, p. 24.
- Some Geometrical Models of Chaotic Dynamics. Proceedings Royal Society, A 413, 1987, p. 171.
- Series, Wright Non euclidean geometry and Indra´s Pearls, Plus Magazine（页面存档备份，存于）
- Editor with T. Bedford and M. Keane Ergodic Theory, Symbolic Dynamics and Hyperbolic Spaces, Oxford University Press 1991 (including chapter Geometric Methods of Symbolic Coding by Series).

## 獎項與榮譽
1987年，獲由倫敦數學學會所頒之Junior Whitehead Prize。1992年，任劍橋大學Rouse Ball講座。1986年，獲邀至該年在柏克萊舉辦的國際數學家會議演講(測地流的符號動力學Symbolic Dynamics for Geodesic Flows)。自1990年到2001年，任倫敦數學學會學生叢書編輯。1986年，倡議成立歐洲女性數學協會(European Women in Mathematics, EWM)。 2009年，以Emmy Noether訪問教授身分至哥廷根大學講學。卡洛琳是美國數學學會會士。
- 1972年 –74年，哈佛大學，甘迺迪學人獎學金得主。
- 1987年，倫敦數學學會，Junior Whitehead Prize。 [3]
- 2014年，倫敦數學學會，Senior Anne Bennett Prize[4][3]
- 2016年，皇家學會院士(Fellow of the Royal Society) [5]

## 家庭
卡洛琳是物理學家George William Series.的女兒。